# نيارا
بلدية نيارا (بالإسبانية: Niharra) هي بلدية تقع في مقاطعة آبلة التابعة لمنطقة قشتالة وليون وسط إسبانيا.

## الديموغرافيا
بلغ عدد سكان بلدية نيارا 161 نسمة عام 2011 (وفقاً للمعهد الوطني للإحصاء الإسباني).
| 204 | 200 | 195 | 187 | 179 | 170 | 161 |